# Parti républicain conservateur
Le Parti républicain conservateur (PRC) (en espagnol : Partido Republicano Conservador), est un parti politique espagnol, fruit d'une scission du Parti progressiste républicain. Miguel Maura est le principal animateur de ce parti.

## Historique
Miguel Maura, ancien membre de DLR et ministre de l'intérieur dans le premier gouvernement de la république, créée en janvier 1932, le parti républicain conservateur dans le but de rassembler l'électorat conservateur espagnol dans le républicanisme.
Aux élections de 1933, malgré son statut de leader de l'opposition aux gouvernement de Manuel Azaña, Maura et son parti obtiennent des résultats inférieurs à ceux obtenus par la droite libérale républicaine aux élections de 1931, atteignant seulement 17 députés. L'électorat de droite préféra voter pour la Confédération espagnole des droites autonomes (CEDA), corporatiste et catholique.
L'auto-centrisme (voir culte de la personnalité) autour de la figure de Maura et la montée en puissance de la CEDA, conduisirent le PRC à atteindre un plafond de verre de sa représentation politique en 1935, présentant peu de candidats aux élections de 1936, où ils obtinrent à peine trois sièges. La dernière action politique du PRC a eu lieu lors des élections de présidentielle, qui ont eu lieu en avril 1936 et au cours desquelles le PRC, avec la Lliga Regionalista, était le seul parti n'appartenant pas au Front Populaire qui n'a pas boycotté les élections. Les délégués et députés conservateurs républicains ont soutenu l'élection de Manuel Azaña. Cependant, le PRC a complètement disparu pendant la guerre civile espagnole.

## Sources
Luis Añigo Fernández, El republicanismo conservador en la España de los años treinta, 2000, 281-296 p. (ISSN 0048-7694, lire en ligne), chap. 110